# Fatmir Bushi
Fatmir Bushi (geb. 27. Dezember 1963 in Tirana) ist ein ehemaliger albanischer Gewichtheber und Teilnehmer an den Olympischen Spielen 1992 in Barcelona.

## Sport
Er gewann zweimal die Bronzemedaille bei den Mittelmeerspielen, in Latakia 1987 und in Athen 1991. 1990 und 1991 nahm er an den Europameisterschaften in Aalborg und Władysławowo teil, gewann dort jedoch keine Medaille.
1992 trat er bei den Olympischen Spielen im Leichtgewicht an. In seiner Gewichtsklasse bis 67,5 kg belegte er mit 290 kg den 11. Platz.